# Devadurga
Devadurga is een panchayatdorp in het district Raichur van de Indiase staat Karnataka. 

## Demografie
Volgens de Indiase volkstelling van 2001 wonen er 21.992 mensen in Devadurga, waarvan 51% mannelijk en 49% vrouwelijk is. De plaats heeft een alfabetiseringsgraad van 43%. 